# Савез машинских и електро инжењера Србије
Савез машинских и електро инжењера Србије (скраћено СМЕИТС) је стручно-научна организација која окупља машинске и електро инжењере у Републици Србији. Седиште организације налази се у Београду, у улици Кнеза Милоша 7а.

## Историјат

### Оснивање и развој
Савез машинских и електро инжењера Србије настао је као наследник традиције удруживања техничких стручњака која се протеже кроз више деценија развоја српског инжењерства. Организација је формирана са циљем окупљања стручњака из области машинства и електротехнике ради унапређења струке и размене знања.
Током свог развоја, СМЕИТС је успоставио чврсте везе са академским институцијама, привредом и државним органима, што му је омогућило да игра значајну улогу у развоју техничких наука у Србији. Организација је развила богату традицију организовања стручних скупова, почевши од првих семинара седамдесетих година прошлог века.

## Организација и структура

### Органи СМЕИТС-а
Највиши орган СМЕИТС-а је Скупштина, која се редовно састаје једном годишње. На 38. Скупштини СМЕИТС-а, одржаној 12. марта 2025. године, усвојени су извештај о раду за 2024. годину и план рада за 2025. годину.
Организација функционише кроз различите секције и радне групе које покривају специфичне области машинства и електротехнике, омогућавајући стручњацима да се фокусирају на своје области експертизе. Међу најактивнијим секцијама налази се Секција за аутоматизацију, која има дугу традицију организовања стручних скупова од 1970. године.

### Чланство
СМЕИТС окупља машинске и електро инжењере различитих специјализација, од академских радника до практичара из привреде. Чланови имају приступ електронским издањима организације и могућност учешћа у стручним програмима и активностима.

## Активности и програми

### Међународни конгреси
Једна од најзначајнијих активности СМЕИТС-а је организовање 55. Међународног конгреса и изложбе о КГХ (климатизација, грејање, хлађење). Овај конгрес представља традиционалну манифестацију која окупља стручњаке из региона и шире, пружајући платформу за размену најновијих достигнућа у области термотехнике и енергетике.
Конгрес привлачи учеснике из академских кругова, истраживачких институција и привредних субјеката, што доприноси трансферу знања између теорије и праксе. Поред КГХ конгреса, СМЕИТС редовно организује и 38. Међународни конгрес о процесној индустрији, који се одржава 29. и 30. маја 2025. године у Неготину, уз покровитељство компаније Елексир Прахово.

### Стручно усавршавање
СМЕИТС организује различите облике стручног усавршавања за своје чланове, укључујући семинаре, радионице и предавања. Ови програми су усклађени са потребама савремене праксе и технолошким развојем у области машинства и електротехнике. Посебну пажњу организација посвећује актуелним темама као што су енергетска ефикасност, аутоматизација процеса и примена напредних технологија у индустрији.

### Издавачка делатност
Организација издаје стручну литературу и електронска издања која су доступна члановима. Најзначајнији часописи које издаје СМЕИТС су „КГХ - Климатизација, грејање, хлађење" који излази од 1972. године и „Процесна техника" који се издаје од 1984. године. Часопис „КГХ" излази тромесечно (фебруара, маја, септембра и новембра) и има ISSN 0350-1426 за штампано издање и ISSN 2560-340X за онлајн верзију.

## Сарадња са другим организацијама

### Сарадња са Инжењерском комором Србије
СМЕИТС има успостављену сарадњу са Инжењерском комором Србије, која је препознала значај рада ове организације. Конгрес "Процесинг" је 2014. године уврштен у програм професионалног усавршавања за инжењере носиоце лиценци Инжењерске коморе Србије.
У оквиру Инжењерске коморе Србије постоји Секција за процесну технику која активно сарађује са СМЕИТС-ом, што омогућава бољу координацију активности и размену искустава између организација. Ова сарадња је посебно значајна јер омогућава машинским и електро инжењерима да активније учествују у раду Коморе и доприносе развоју струке.

### Међународна сарадња
СМЕИТС одржава везе са сличним организацијама у региону и Европи, учествујући у међународним пројектима и иницијативама. Ова сарадња доприноси размени знања и најбољих пракси у области техничких наука. Организација редовно угошћује међународне учеснике на својим конгресима, што доприноси интернационализацији српског инжењерства.

## Признања и награде

### Медаља "Бранислав Ђаковић"
Једно од најпрестижнијих признања које додељује СМЕИТС је медаља "Бранислав Ђаковић", названа по истакнутом српском инжењеру. Ова награда представља врхунско признање за животно дело у области машинског или електро инжењерства и додељује се појединцима који су дали значајан допринос развоју струке.

### Медаља КГХ
СМЕИТС такође додељује Медаљу КГХ за изузетне доприносе у области климатизације, грејања и хлађења. Ова престижна награда се додељује стручњацима који су се истакли радом на унапређењу енергетске ефикасности и развоју климатизационих система.

## Специјализоване секције

### Друштво термичара Србије
У оквиру СМЕИТС-а функционише Друштво термичара Србије, које представља наследника Југословенског друштва термичара основаног 1962. године. Ова секција окупља машинске и електротехничке инжењере чија је основна професионална оријентација везана за топлотне процесе и машине.
Друштво термичара организује редовне симпозијуме и издаје стручне часописе Термотехника и Thermal Science, који се издају у Лабораторији за термотехнику и енергетику Института у Винчи. Ови часописи представљају значајан допринос научној литератури у области термике на српском и енглеском језику.

### Секција за индустријску енергетику
Формирана на предлог професора Горана Јанкеса са Машинског факултета у Београду, ова секција се фокусира на питања енергетске ефикасности и примене савремених технологија у индустрији. Секција организује специјализоване скупове као што су "Индустријска енергетика" који се одржавају у редовним интервалима.

### Секција за аутоматизацију
Секција за аутоматизацију СМЕИТС-а има богату историју која датира од 1970. године када је организован први стручни скуп на тему "Хидрауличи сервосистеми". Током седамдесетих и осамдесетих година, ова секција је организовала серију успешних стручних скупова под називом ХИПНЕФ (Хидраулика, Пнеуматика, Флуидика), који су постали препознатљиви у стручним круговима.

### Друштво за процесну технику
Ово друштво је покретач часописа "Процесна техника" који излази од 1984. године и организатор је традиционалног Међународног конгреса о процесној индустрији. Друштво се бави унапређењем процесних технологија и њиховом применом у различитим гранама индустрије.

### Друштво за обновљиве изворе електричне енергије
Ова секција организује Међународну конференцију о обновљивим изворима електричне енергије (МКОИЕЕ), која се редовно одржава у Привредној комори Србије. Десета конференција је одржана 17. и 18. октобра 2022. године, што показује континуитет рада на овој важној теми.

## Сарадња са образовним институцијама
СМЕИТС одржава блиску сарадњу са кључним образовним институцијама у Србији:
- Машински факултет у Београду - дугогодишња сарадња у организовању стручних скупова и развоју курикулума
- Факултет техничких наука у Новом Саду - заједничке активности у области истраживања и образовања
- Машински факултети у Нишу, Крагујевацу и Краљеву - регионална сарадња и размена искустава
- Институт за нуклеарне науке "Винча" - сарадња у области истраживања и развоја
- Технолошко-металуршки факултет - партнерство у организовању конгреса о процесној индустрији[3]

## Тренутне активности

### Програм за 2025. годину
План рада СМЕИТС-а за 2025. годину, усвојен на последњој Скупштини, предвиђа наставак традиционалних активности уз проширење сарадње са међународним партнерима. Посебан акценат стављен је на дигитализацију процеса и примену нових технологија у области машинства и електротехнике.
Кључне активности за 2025. годину укључују организовање 38. Међународног конгреса о процесној индустрији у Неготину, као и припреме за 55. Међународни конгрес о КГХ. Тематске области конгреса покривају иновације у процесној индустрији, енергетску ефикасност и одрживост, напредне технологије, аутоматизацију и контролу процеса, као и безбедност у процесној индустрији.

### Електронска издања
СМЕИТС је развио систем електронских издања која су доступна регистрованим члановима. Ова платформа омогућава лакши приступ стручној литератури и олакшава размену информација међу члановима. Појединачни примерци часописа из претходних година могу се наручити по цени од 1.800,00 динара по примерку, без поштарине.

## Друштвени значај
СМЕИТС игра важну улогу у развоју техничких наука у Србији кроз:
- Унапређење стручних компетенција - континуирано образовање и усавршавање чланова
- Трансфер знања - повезивање академске заједнице са привредом
- Међународна сарадња - учешће у европским и светским иницијативама
- Развој стандарда - допринос формирању техничких стандарда и прописа
- Промоција иновација - подршка развоју нових технологија и решења

Организација представља важну карику у систему техничког образовања и професионалног развоја у Србији, омогућавајући машинским и електро инжењерима да се континуирано усавршавају и прате савремене трендове у својим областима. Кроз своје активности, СМЕИТС доприноси јачању позиције српског инжењерства на међународној сцени и унапређењу квалитета техничких решења у земљи.